# انسحاب المملكة المتحدة من الاتحاد الأوروبي دون اتفاق
كان يُقصد من انسحاب المملكة المتحدة من الاتحاد الأوروبي دون إبرام اتفاق (بالإنجليزية: no-deal Brexit أو clean break Brexit) الانسحاب المحتمل للمملكة المتحدة من الاتحاد الأوروبي دون الوصول إلى اتفاق انسحاب. كانت لتتوقف معاهدات الاتحاد الأوروبي عن العمل، بموجب المادة 50 من معاهدة ماستريخت، بمجرد التصديق على اتفاق الانسحاب أو إذا مر عامان على إعلان دولة عضو عن رغبتها في مغادرة الاتحاد الأوروبي. كان من الممكن تمديد فترة السنتين بموافقة جماعية من جميع الدول الأعضاء، بما فيها الدولة العضو الراغبة في مغادرة الاتحاد الأوروبي.
كان من المتوقع انتهاء سريان قانون الاتحاد الأوروبي والاتفاقيات الأخرى على التعاملات القائمة بين المملكة المتحدة وبقية الاتحاد الأوروبي بدون حدوث مثل هذا الاتفاق في نهاية الفترة المحددة في المادة 50. كانت التعاملات البريطانية مع الدول غير الأعضاء في الاتحاد الأوروبي، والمحكومة باتفاقيات الاتحاد الأوروبي، لتحتاج إلى إعادة تفاوض أيضًا.
كان من المتوقع استمرار السفر قصير الأجل (90 يومًا) عبر الحدود لأغراض السياحة، كما كان من قبل، وإن كان ذلك مع بعض الصعوبات في جداول الطيران. كان من المرتقب حدوث اضطراب كبير في التدفقات التجارية القائمة، رغم أن تجارة السلع (وليس الخدمات) كان يمكن لها أن تستمر في العمل بموجب قواعد منظمة التجارة العالمية للدول الأعلى أفضلية، وقد أعدت المملكة المتحدة والاتحاد الأوروبي اتفاقات وتفاهمات (قصيرة الأجل) للمخاطر الأكثر خطورة، والتي كان من المتوقع نشؤها. كانت عملية يلوهامر، الاسم الرمزي الذي تستخدمه خزانة صاحبة الجلالة، عملية التخطيط للطوارئ المدنية عبر الحكومة لاحتمال عدم التوصل إلى اتفاق للانسحاب البريطاني.
وقع برلمان المملكة المتحدة أخيرًا، في يناير 2020، على اتفاق الانسحاب الذي أُعيد التفاوض عليه، وشرع تنفيذ انسحاب المملكة المتحدة من الاتحاد الأوروبي في 31 يناير 2020، الساعة 00:23 بتوقيت جرينتش (1 فبراير الساعة 00:00 بتوقيت وسط أوروبا). بدأت عندئذ فترة البريكست الانتقالية للسماح للجانبين بالتفاوض على اتفاق تجاري وإعطاء الوقت للجانبين للتحضير لعواقب ذلك الاتفاق.
وافق رئيس المفوضية الأوروبية (نيابة عن الاتحاد الأوروبي) ورئيس وزراء المملكة المتحدة من حيث المبدأ، في 24 ديسمبر 2020، على مشروع اتفاق التجارة والتعاون بين الاتحاد الأوروبي والمملكة المتحدة. وقع برلمان المملكة المتحدة على هذا الاتفاق في 30 ديسمبر 2020 (لتسري اعتبارًا من يناير 2021) ولكن كان لا يزال يتعين على البرلمان الأوروبي النظر فيه في أوائل عام 2021. وافق الاتحاد الأوروبي والمملكة المتحدة، خلال هذا الوقت، على تطبيق مشروع الاتفاق اعتبارًا من 1 يناير 2021.

## أحداث 2019
أشار رئيس مجلس العموم، في مايو 2019، أنه في حين أن انسحاب المملكة المتحدة من الاتحاد الأوروبي دون إبرام اتفاق في 31 أكتوبر 2019 هو الخيار الافتراضي الحالي في القانون، فليس من المعقول حرمان البرلمان من الحق في التدخل إذا رغب في ذلك.
أصبح بوريس جونسون، في يوليو 2019، رئيس وزراء المملكة المتحدة وزعيم حزب المحافظين. أُعيد تركيز وزارة الخروج من الاتحاد الأوروبي، التي كانت في السابق مسؤولة عن مفاوضات انسحاب بريطانيا من الاتحاد الأوروبي، على التخطيط لحالة عدم التوصل إلى اتفاق، مع توفير تمويل إضافي بقيمة مليار جنيه إسترليني للتحضير لحالة عدم التوصل إلى اتفاق للانسحاب من الاتحاد الأوروبي. عين جونسون ميخائيل غوف في مجلس الوزراء لتولي مسؤولية تنسيق التخطيط، عبر جميع الوزارات الحكومية، لحالة عدم التوصل إلى اتفاق لانسحاب بريطانيا من الاتحاد الأوروبي، معلنًا أن غوف «سيتحمل مسئولية» استعدادات المملكة المتحدة لحالة عدم التوصل إلى اتفاق لانسحاب بريطانيا من الاتحاد الأوروبي في 31 أكتوبر.
ذكرت صحيفة الغارديان، في أغسطس 2019، أن الدبلوماسيين البريطانيين، بموجب الخطط التي يتم وضعها من قبل داونينغ ستريت، سينسحبون «في غضون أيام» من اجتماعات صنع القرار في الاتحاد الأوروبي. ذكرت الصحيفة أيضًا، في الشهر نفسه، أن أي محاولة لتجاوز النواب يمكن أن تخلق أزمة دستورية. عرضت أنجيلا ميركل، في 21 أغسطس 2019، مقترحًا بأن الحكومة البريطانية يجب أن تأتي ببديل قابل للتطبيق للدعم، وقد قبل بوريس جونسون ذلك، وأشار في نفس اليوم رئيس فرنسا إيمانويل ماكرون إلى أن انسحاب المملكة المتحدة من الاتحاد الأوروبي دون اتفاق هو النتيجة الأكثر احتمالًا، نظرًا لعدم مقدرة المملكة المتحدة على قبول اتفاق الانسحاب. ذكر جونسون في مقابلة مع هيئة الإذاعة البريطانية في القمة الخامسة والأربعين لمجموعة السبع، في أواخر أغسطس 2019، أن فرص تحقيق اتفاق انسحاب بريطانيا من الاتحاد الأوروبي أصبحت «على وشك الحدوث» في الوقت الحالي. كان جونسون قد ذكر في وقت سابق أن احتمالات الانسحاب بدون اتفاق «مليون إلى واحد». أعادت وزارة جونسون، في 28 أغسطس 2019، فتح المفاوضات بشأن اتفاق الانسحاب، ولكنها اشترطت إلغاء البروتوكول الأيرلندي أولًا قبل القيام بذلك، وهو شرط أعلن الاتحاد الأوروبي أنه لن يوافق عليه.
تغير، في 30 أكتوبر 2019، تاريخ اليوم المسمى «يوم الخروج» في التشريع البريطاني إلى 31 يناير 2020، الساعة 11 مساءً.

## العواقب المتوقعة لانسحاب بريطانيا من الاتحاد الأوروبي دون اتفاق

### حرية التنقل
سمحت حرية التنقل لمواطني الاتحاد الأوروبي، في إطار السوق الموحدة الأوروبية، بالسفر والعيش والعمل في أي دولة عضو أخرى. كان من الممكن الحد من هذه الحرية في حالة انسحاب المملكة المتحدة من الاتحاد الأوروبي دون إبرام اتفاق، ولكن أصبح من الواضح، في أوائل سبتمبر 2019، أن وزيرة الداخلية بريتي باتل ستعلن لاحقًا عن تحرير القوانين، بحيث أنه في حالة انسحاب المملكة المتحدة دون اتفاق، سيتمكن مواطنو الاتحاد الأوروبي، القادمين والملتحقين بمخططات التوطين بحلول نهاية عام 2020، البقاء في المملكة المتحدة حتى 31 ديسمبر 2023.

### أيرلندا
كان من المتوقع أن يتأثر اقتصاد أيرلندا الشمالية وجمهورية أيرلندا بشكل كبير في حالة انسحاب المملكة المتحدة من الاتحاد الأوروبي دون اتفاق.

### صناعة السيارات
ذكرت مجموعة بي أس إيه (مالكو شركة فوكسهول موتورز)، لصحيفة فاينانشال تايمز، في 28 يوليو 2019، أنه قد يؤدي انسحاب المملكة المتحدة من الاتحاد الأوروبي دون اتفاق، في حالة كان الانسحاب غير مربح، إلى إغلاق مصنع ميناء إليسمير التابع لها، مع حدوث تأثير خطير على الموردين المحليين.

### تربية الأغنام
قالت هيلين روبرتس، التابعة للجمعية الوطنية للأغنام في ويلز، لصحيفة الغارديان، في 30 يوليو 2019، إنه سيكون «كارثيًا للغاية» المغادرة بدون اتفاق، وقد يؤدي ذلك إلى اضطرابات مدنية بين مزارعي الأغنام. قالت مينيت باترز، رئيسة الاتحاد الوطني للمزارعين، أنه لن يتواجد 40% من أسواق لحم الضأن في المملكة المتحدة، في حالة انسحاب المملكة المتحدة من الاتحاد الأوروبي دون اتفاق. وجد البحث الذي أجراه مجلس تنمية الزراعة والبستنة وهيئة جودة اللحوم في اسكتلندا، بحسب ما أفادته صحيفة الجارديان أيضًا، أن صادرات لحوم البقر والأغنام إلى الاتحاد الأوروبي قد تنخفض بنسبة 92.5%، مع «القضاء التام تقريبًا» على تجارة تصدير الضأن.
ظهرت تقارير عن عدم وجود خطط لاتفاق من جانب حكومة المملكة المتحدة لشراء لحم البقر والضأن وبعض المحاصيل بمبلغ 500 مليون جنيه إسترليني المخخصة لهذا الغرض.